# Mikael Frycklund
Mats Mikael Frycklund (Västerås, 4 maggio 1993) è un hockeista su ghiaccio svedese naturalizzato italiano, milita come attaccante nell'Hockey Club Val Pusteria, squadra della ICE Hockey League, e nella Nazionale italiana.

## Carriera

### Nazionale
In possesso del passaporto italiano, grazie alle origini materne, e maturate due stagioni consecutive in una squadra di club italiana, necessarie per vestire la maglia azzurra, Frycklund ricevette la prima convocazione con il Blue Team nel novembre 2024, in occasione del Tamás Sárközy Memorial Tournament disputatosi a Budapest. L'esordio avvenne il 7 novembre, nella vittoria per 2-0 contro la Slovenia, mentre il giorno seguente, siglò la sua prima rete nel match vinto per 4-2 contro i padroni di casa dell'Ungheria, che sancì il trionfo degli Azzurri della competizione.

## Palmarès

### Individuale
- Miglior percentuale nei Face-Off della J18 Allsvenskan (South): 1

2010-2011 (63,33%)
- Giocatore con più minuti di penalità della Hockeyallsvenskan: 1

2022-2023 (72 minuti)